# Posener Tageblatt
„Posener Tageblatt” – poznański dziennik niemieckojęzyczny ukazujący się w latach 1878–1939 jako kontynuacja wydawanej od 1862 „Ostdeutsche Zeitung” (od 1869 z podtytułem „Deutsche Posener Zeitung”). Jeden z organów prasowych Zjednoczenia Niemieckiego.

## Historia
Wydawcą była spółka Concordia, jedno z największych niemieckich przedsiębiorstw prasowych w Polsce międzywojennej. W okresie międzywojennym nakład gazety sięgał 15 000 egzemplarzy. Dziennik, początkowo liberalny i opowiadający się za równouprawnieniem religijnym i narodowym, miał od 1879 konsekwentnie antypolski charakter, a po 1918 kwestionował ustalenia traktatu wersalskiego i drukował napastliwe artykuły w polskich kwestiach wewnętrznych. Redakcja pozostawała w konflikcie z władzami II RP. Od 1879 drukowano także bezpłatny dodatek „Posener Provinzialblätter”. Ostatnie wydanie ukazało się 31 października 1939. Następcą był „Ostdeutscher Beobachter”, wydawany od 1 listopada 1939 do 20 stycznia 1945.